# Струкут
Струкут (рум. Strucut) — село у повіті Клуж в Румунії. Входить до складу комуни Чану-Маре.
Село розташоване на відстані 302 км на північний захід від Бухареста, 24 км на південний схід від Клуж-Напоки.

## Населення
За даними перепису населення 2002 року у селі проживали 175 осіб, з них 174 особи (99,4%) румунів. Рідною мовою 174 особи (99,4%) назвали румунську.